# Polystyrène
Pour les articles homonymes, voir Polystyrène (homonymie).

Code d'identification de la résine PS.

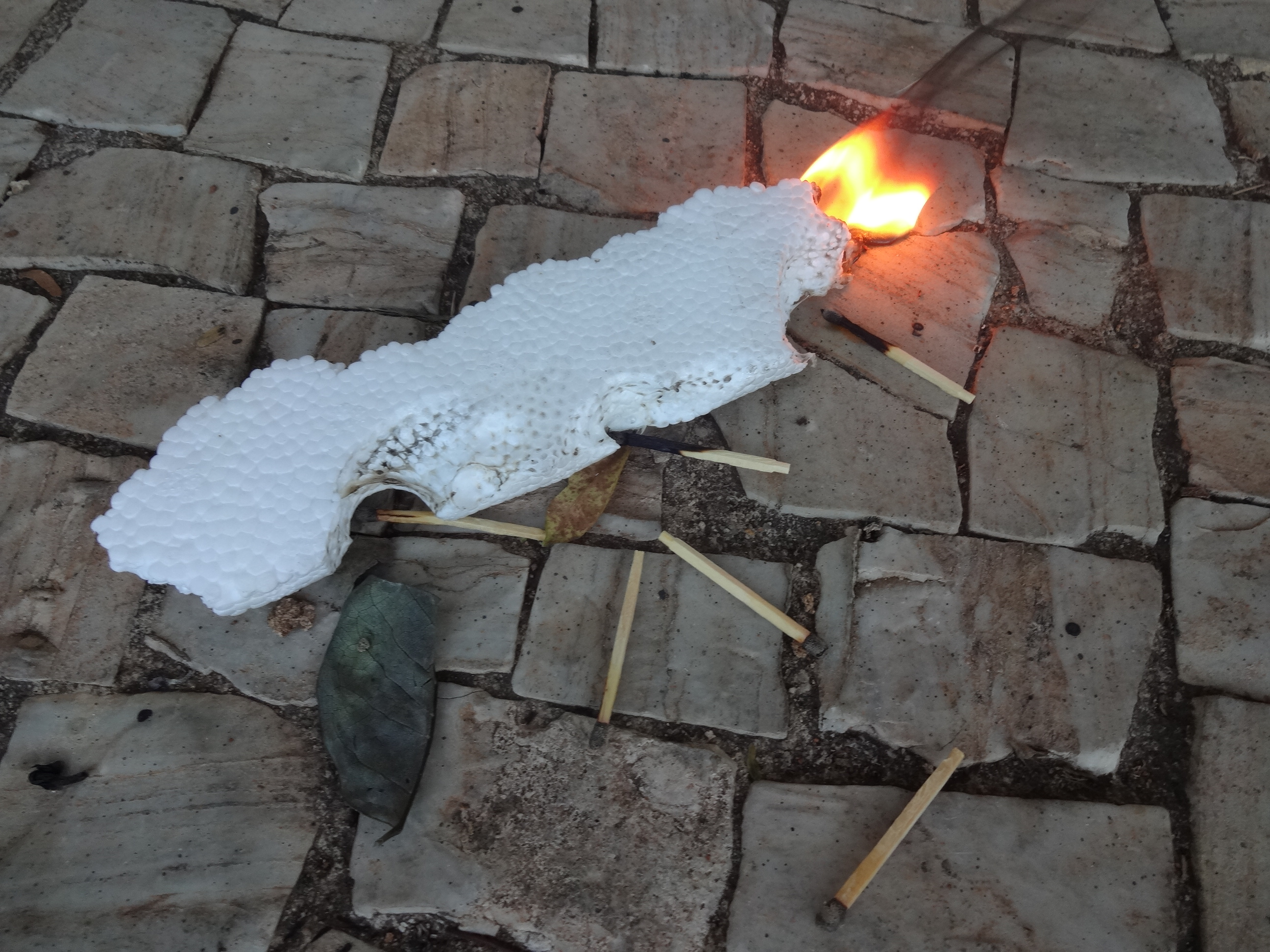
Le polystyrène est inflammable.

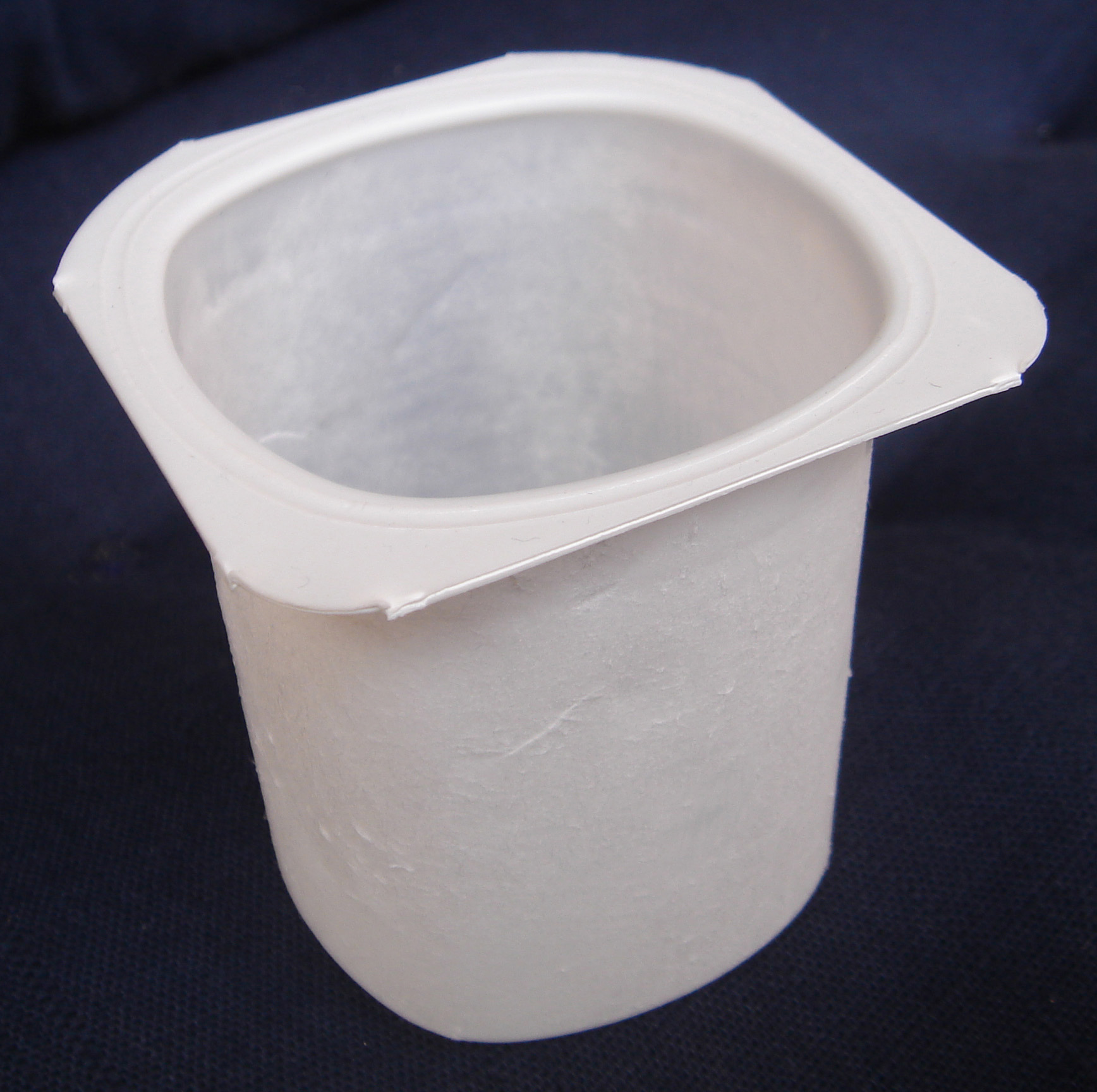
Un pot de yaourt

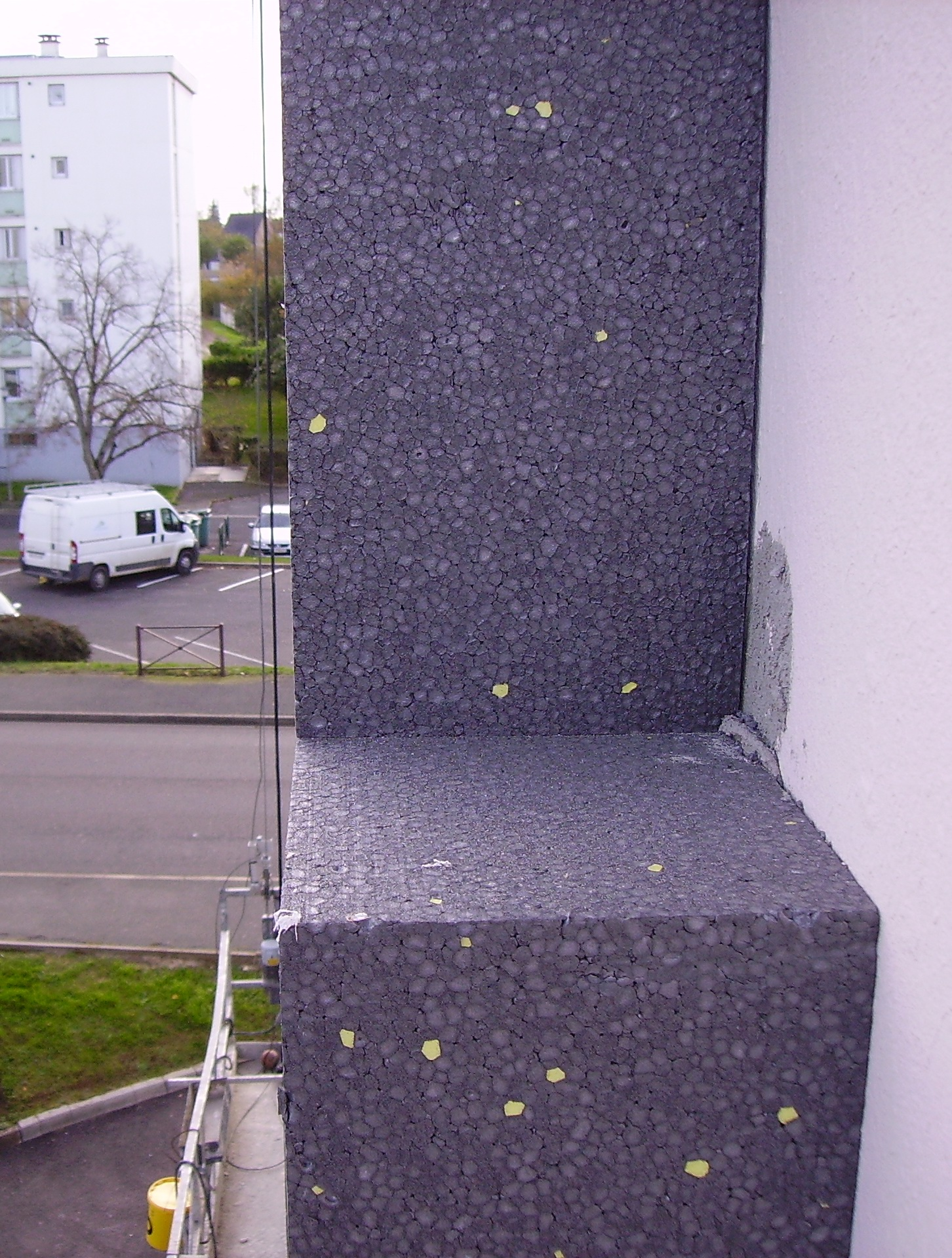
Rénovation énergétique : immeuble isolé par l'extérieur (ITE) au moyen de panneaux en PSE graphité.

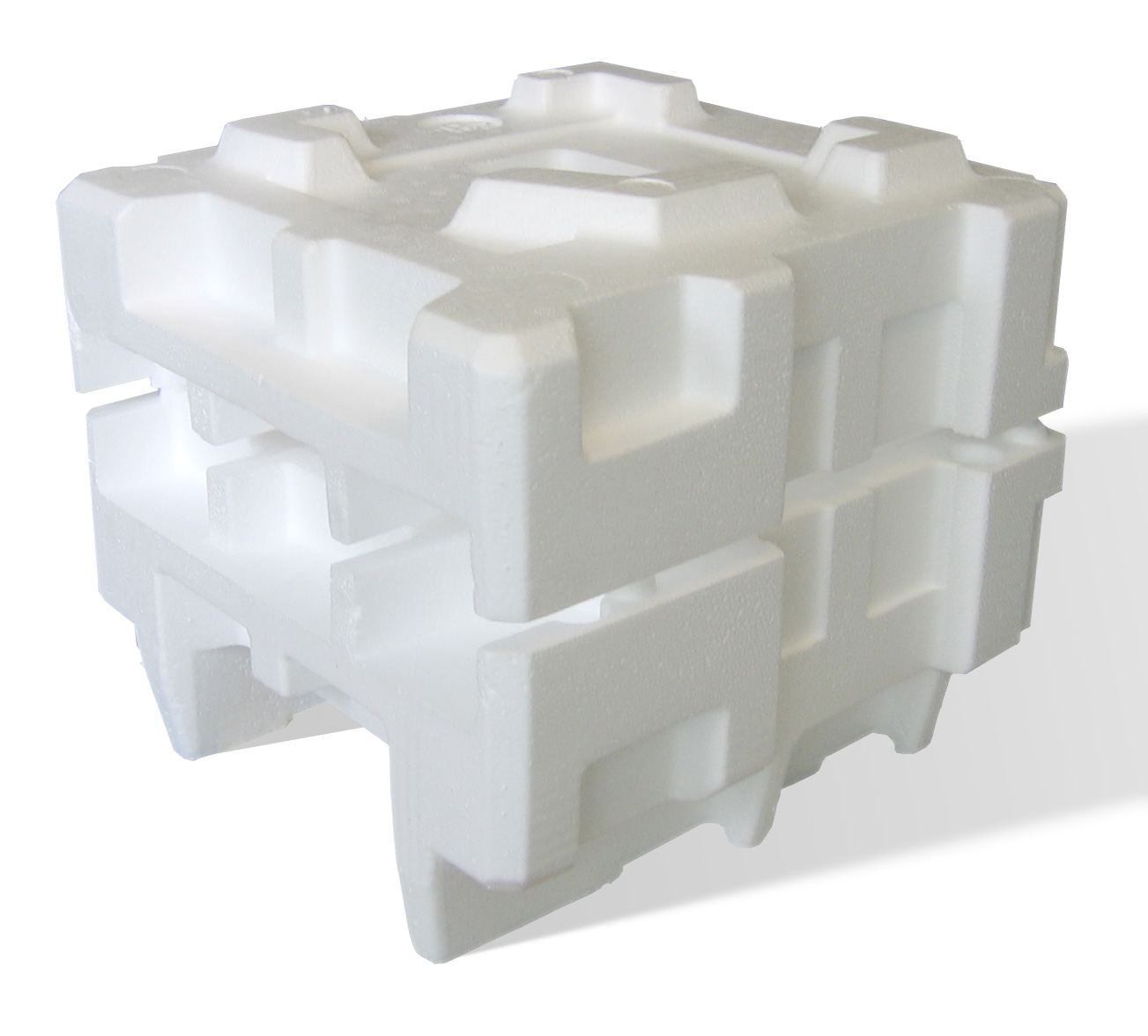
Utilisation du PSE comme matériau d'emballage.

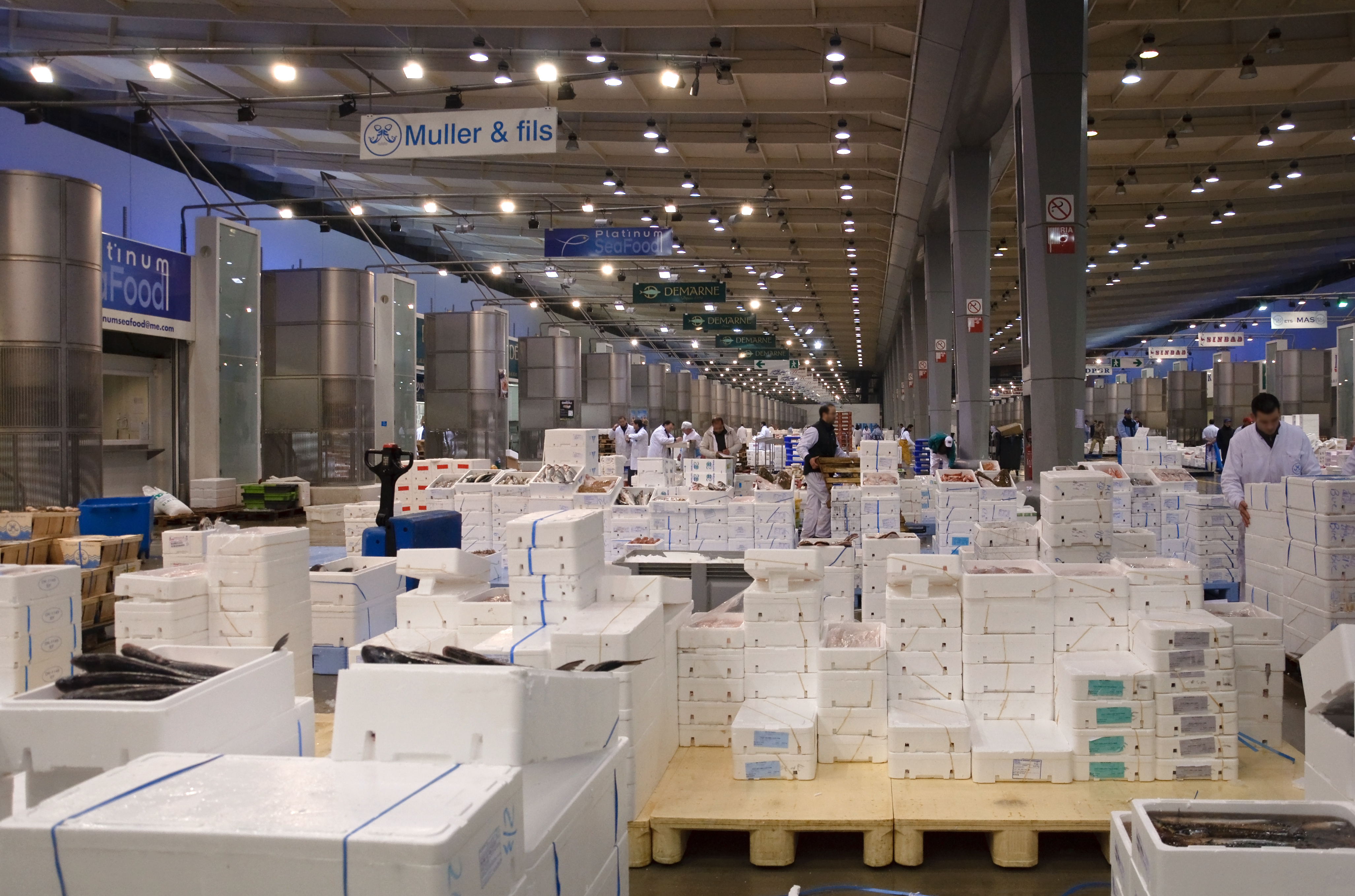
Caisses-marée au pavillon des produits de la mer du marché international de Rungis.

Le polystyrène (sigle PS), sagex (Suisse), styromousse (Canada) ou frigolite (Belgique) est le polymère de formule −[CH2−CH(Ph)]n−, obtenu par polymérisation du monomère styrène Ph−CH=CH2.

## Caractéristiques
L'application connue du grand public est le polystyrène expansé, souvent nommé mousse de polystyrène, styromousse ou frigolite et très couramment utilisé en emballage. C'est une sorte de matériau composite particulier, une matrice plastique rigide, emprisonnant de toutes petites bulles de gaz en grande quantité. Mais ce matériau n'est qu'un des aspects de ce plastique ; on le trouve aussi souvent non expansé, dense, rigide, transparent et peu épais, mais aussi d'autres formes d'expansé ou mélangé avec d'autres plastiques et additifs.
Ses formes courantes sont :
- la plus commune transparente est dite « cristal », sigle PS, l'(homopolymère) précité ;
- l'expansé, la plus connue, à cellules fermées, de sigles PSE (EPS pour Expanded polystyrene) ou PS-E selon la même norme (densité très faible, rigide, blanc, bon amortisseur de choc, économique) (appelé « frigolite » en Belgique, « Sagex » en Suisse et « Styromousse » au Canada) ;
- l'extrudée à cellules fermées, sigle PSX (ou XPS = eXtruded PolyStyrene en anglais). C'est un matériau commercialisé en plaque de faible épaisseur (quelques millimètres), facile à couper, à percer, thermoformable ; sa forme est translucide, blanc-laiteux (surnommé parfois opaline), dans la gamme Styroglass;
- le « choc », de sigles SB, HIPS (HI pour High-impact en anglais) ou PS-HI selon la norme EN ISO 1043-1 ;

Le polystyrène de base, appelé PS « cristal » pour son aspect transparent, est une matière dure et cassante, pouvant être colorée. Ses propriétés mécaniques et thermiques peuvent être modifiées par l'ajout de plastifiants ou de butadiène (monomère du polybutadiène) pour en faire un polystyrène dit « choc ». C'est un matériau très facile à transformer, par injection ou extrusion par exemple.
D'une manière pratique, on le reconnaît à son côté cassant avec un blanchissement sur les zones de contraintes. La façon la plus simple de reconnaître un plastique est de le brûler pour observer la flamme, la fumée, et en sentir l'odeur ; ce qu'il vaut mieux éviter étant donné la toxicité des gaz lors de la combustion de certains plastiques. Le polystyrène est facilement reconnaissable à sa fumée noire et à son odeur caractéristique. On peut également le distinguer au bruit métallique qu'il produit en subissant un choc, par exemple en tombant sur une surface dure.
Le polystyrène, outre son côté cassant, souffre aussi d'une faible résistance chimique et d'une faible résistance à la fissuration sous contrainte (ESCR). L'acétone le dissout très facilement, les corps gras le fragilisent rapidement.
Le polystyrène est le plus commun de la famille des polymères styréniques. Cette famille contient les différents copolymères du styrène : styrène-butadiène (SBR), styrène-acrylonitrile (SAN), acrylonitrile butadiène styrène (ABS), acrylonitrile styrène acrylate (ASA), etc.
Les copolymères du type styrène-butadiène (SBC) permettent d'augmenter la résistance au choc en gardant la transparence. La teneur en butadiène est plus élevée que dans un PS choc et le mode de polymérisation est différent. Ces copolymères sont utilisés soit seuls, soit en mélange avec le polystyrène cristal. Ces mélanges PS cristal et SBC sont communs en extrusion.
Le polystyrène cristal est toutefois extrudé seul dans des unités d'orientation pour former des feuilles d'OPS ou BOPS ((biaxially) oriented polystyrene, polystyrène (bi)orienté). Cette orientation se fait avec des grades de PS cristal à haute masse molaire, dans des unités d'orientation en sens machine puis sens transverse ; elle confère une meilleure tenue mécanique à la feuille ainsi obtenue.
Le polystyrène ordinaire n'est pas biodégradable (enfoui, on lui prédit une durée de vie d'environ 500 ans). Il existe maintenant un grade capable de se décomposer en moins d'un an.
Le polystyrène se recycle facilement par granulation, dissolution ou reprécipitation. Son code d'identification est le no 6.
Selon sa tacticité, le polystyrène peut être :
|                                         | Atactique (PS-a)                                | Syndiotactique (PS-s)                          | Isotactique (PS-i)                          |
| --------------------------------------- | ----------------------------------------------- | ---------------------------------------------- | ------------------------------------------- |
| Taux de cristallinité                   | Amorphe                                         | Moyen                                          | Élevé                                       |
| Température de fusion                   | Non                                             | 270 °C                                         | 240 °C                                      |
| Température de transition vitreuse (Tv) | 100 °C                                          | 105 °C                                         | 87 °C                                       |
| Produit commercial                      | Oui                                             | Peu                                            | Non                                         |
| Première fabrication                    |                                                 | 1985 : N. Ishihara (Idemitsu Kosan)            | 1955 : Giulio Natta                         |
| Type de polymérisation                  | Radicalaire en masse, en suspension, etc.       | Coordinative, par catalyse avec un métallocène | Coordinative, par catalyse de Ziegler-Natta |
| Caractéristiques principales            | Thermoplastique amorphe, transparent et cassant | Thermoplastique opaque                         |                                             |
| Applications                            | Polystyrène standard ou cristal                 | Plastiques techniques                          |                                             |

## Synthèse
Le polystyrène est issu de la pétrochimie. Il est obtenu par polymérisation du styrène ; la réaction se produit dans un autoclave.
Le polystyrène expansé (PSE, (en) EPS) est obtenu par mélange d'un gaz et de PS cristal. Avant les préoccupations pour la couche d'ozone, on utilisait le fréon, un gaz CFC (chlorofluorocarboné), remplacé depuis les années 1990 par du butane ou du pentane. Des transformateurs introduisent les perles de PS cristal dans des pré-expanseurs. Sous l'action de la température et de la pression de vapeur d'eau, le gaz d'expansion les fait gonfler jusqu'à cinquante fois leur volume initial. Les perles, expansées et stabilisées, sont ensuite introduites dans des moules en forme de blocs pour une découpe ultérieure en panneaux ou directement à la forme de la pièce finie. Là, à nouveau sous l'effet de la température et de la pression de vapeur d'eau, les perles expansées s'agglomèrent en une pièce moulée.
Le mélange sous forme de plaques ou feuilles peut être directement extrudé pour faire des isolants de plus haute densité. On parle de polystyrène extrudé (PSX, (en) XPS). Ces plaques ou feuilles peuvent être thermoformées.
Le PS peut également être façonné par injection et des pièces moulées comme des gobelets transparents ou des boîtiers de DVD sont obtenues. On parle alors de PS injecté.

## Propriétés et applications
- Résistance aux chocs :
  - Articles de décoration ou matériel de bureau en PS cristal injecté : double-décimètres, équerres et rapporteurs d'écolier.
  - Logistique - Calages en PSE : transport de produits fragiles (électroménager, lave-linge, ordinateur, sèche-linge, réfrigérateur, four, etc.)
  - Maquettisme (maquette) : pièces moulées de PSE à peindre, carte plastique en PS choc. Le côté cassant de ce type de polystyrène est souvent très atténué pour permettre un maximum de manipulation.
  - Maison de disques - PS cristal : boîtiers de CD.
- Isolation thermique :
  - Bâtiment/constructions - Panneaux et blocs en PSE : cloisons isolantes - plancher (isolation sous dalle, isolation sous chape, entrevous) - toitures - coffrages (ils permettent d'ériger des murs en béton armé isolés en une seule opération).
  - Froid - Parois en PSE : camions frigorifiques, glacières chambres frigorifiques.
- Résistance à la compression :
  - Emballage en PSE : barquettes alimentaires de produits frais, caisses marées et cales.
  - Travaux publics et génie civil - Blocs en PSE : remblayage de routes et autoroutes - Talus - Murs anti-bruit - Culées de ponts - Protection de conduits enterrés - Pontons.
- Imperméabilité / Nettoyabilité :
  - Alimentaire - Emballage (pots de yaourt, crème fraiche, etc.) et vaisselle à usage unique (gobelets, couverts) en PS choc blanc thermoformé - Vaisselle à usage unique en PS cristal injecté (gobelets, verrines, etc.).
  - Hématologie - Matériel en PS cristal (plaque de laboratoire, flacon)
- Densité - Très faible absorption d'eau :
  - Ouvrages flottants sur blocs en PSE : pontons - jardins - maisons (Pays-Bas)
  - Nautisme - Flotteurs en PSE (balises, ligne d'eau), planches de funboard.
  - Logistique - Réduire le poids des emballages (feuille allégée en XPS)
  - De 16 à 1 060 kg·m-3, écart dû à l'addition de divers matériaux comme le béton armé
- Propriété électrostatique :
  - Médecine - traitement des hyperkaliémies par résine échangeuse de cations en polystyrène de sodium ou Kayexalate.
- Utilisations militaires :
  - Le polystyrène est un des composants du napalm moderne (« napalm-B »), où il sert de gélifiant.
  - Il entre également dans la constitution de la bombe à hydrogène : il maintient en suspension les éléments de la bombe avant son utilisation, et se transforme en plasma au moment de la mise à feu.

## Commerce
La France, en 2014, est nette exportatrice de polystyrène, d'après les douanes françaises. Le prix moyen à l'import était de 1 500 € la tonne.

## Dénominations commerciales
Selon le procédé de fabrication, la forme et les utilisations du polystyrène, on trouve plusieurs désignations :
- EDIL-Façade : panneaux pour l'isolation thermique en PSE de la société française EDILTECO France ;
- Cellomur : panneaux pour l'isolation thermique en PSE de la société française Placoplatre ;
- Depron : PSE pour l'isolation ;
- Frigolith, qui a donné son nom à l'appellation belge usuelle du matériau frigolite[7] ;
- Knauf Therm : panneaux isolants en PSE, de la société allemande Knauf ;
- Jackodur : panneaux isolants gros oeuvre en PSX de Jackon Insulation, de couleur mauve ;
- Mabebloc : bloc de coffrage isolant fabriqué au Maroc ;
- Nudura : coffrage isolant pour béton ;
- Polycrete Big Block 1600 : coffrage isolant permanent américain ;
- Polyfoam : PSX pour l'isolation, généralement de couleur orange ;
- Polyform : panneaux isolants en PSE fabriqués à Granby (Québec) ;
- Quad-Lock : coffrage isolant en PSE, généralement de couleur verte ;
- Sagex ;
- Styrodur : PSX pour l'isolation, généralement de couleur verte, de BASF ;
- Styrofoam : pour l'isolation, généralement de couleur bleue, de Dow Chemical ;
- Unimat : panneaux isolants en PSE, de la société Siniat ;
- Ursaa : généralement de couleur jaune.

## Écologie

### Impact environnemental

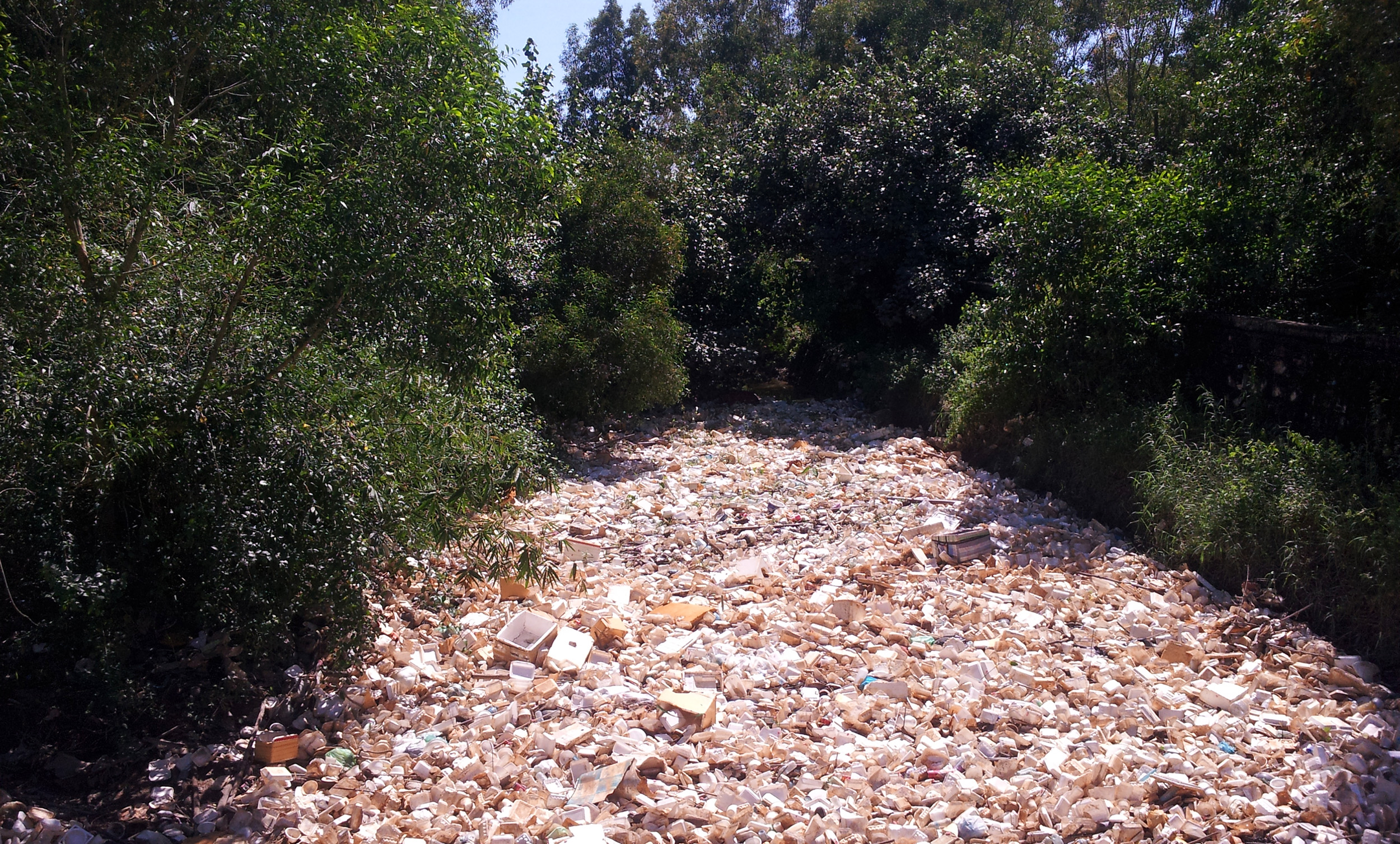
Estuaire recouvert et pollué par des milliers d’emballages, principalement en polystyrène expansé, près de Ream dans la province de Sihanoukville, au Cambodge (en 2014).

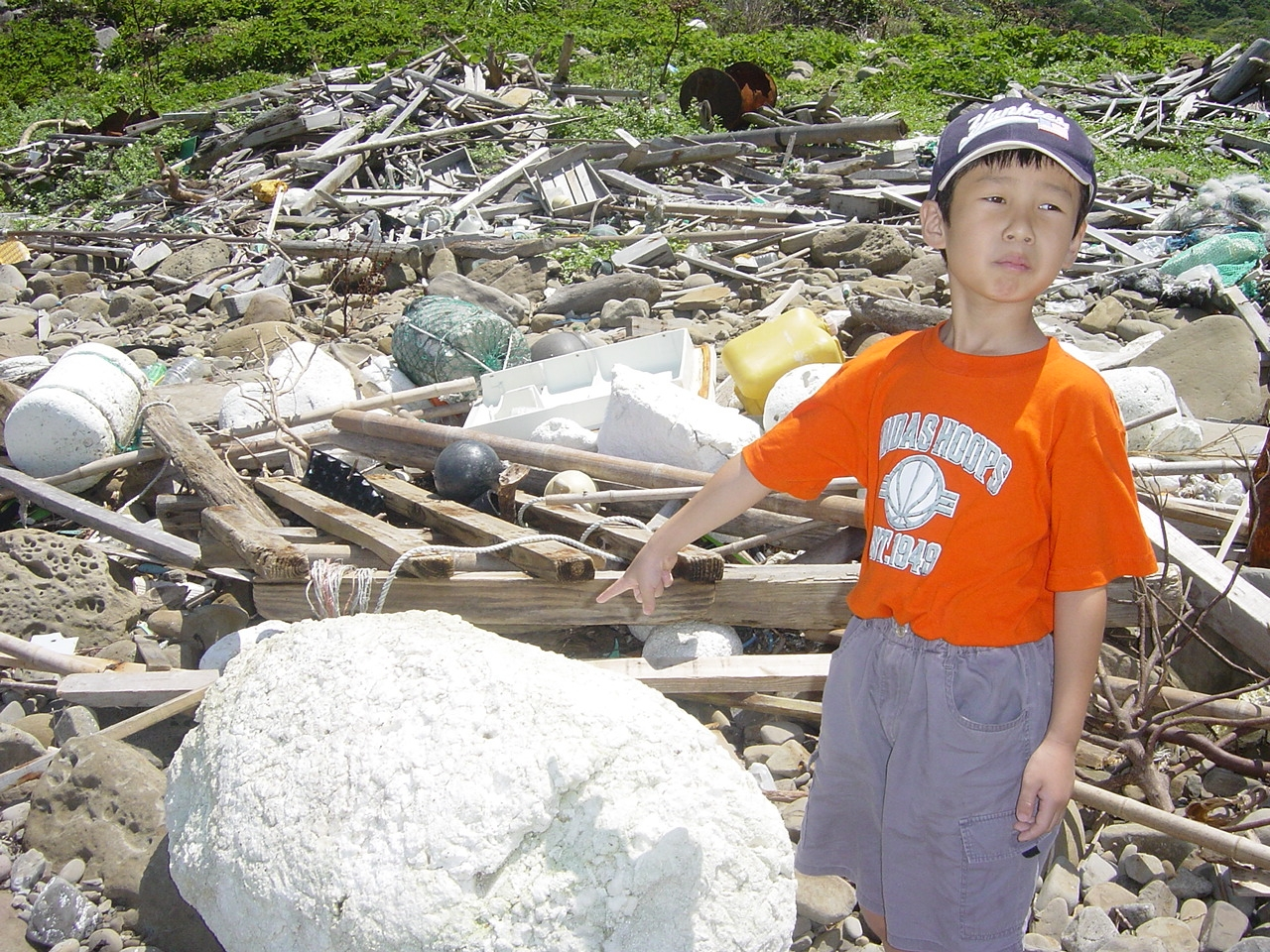
Un exemple de la pollution des côtes du Japon par les plastiques. À noter l'énorme bloc de polystyrène expansé.

- Sa durée de vie dans la nature avant dégradation complète est de mille ans[10].
- Le principal problème de la dissémination de polystyrène expansé dans l'environnement est la mort d’animaux marins (tortues, oiseaux, etc.) qui en ont ingéré par méprise avec des proies[11]. Il n’est pas directement chimiquement toxique, mais obstrue le tube digestif et provoque la mort.
- L’ensemble des impacts environnementaux des isolants en polystyrène expansé, utilisés dans la construction, se trouve dans les fiches de déclaration environnementale et sanitaire (FDES), disponibles sur la base INIES[12]. Il faut alors veiller à considérer l’ensemble des composants du système (ossatures, colles, etc.), tout en sachant que la résistance thermique constitue la caractéristique principale d’un isolant.
- Le polystyrène expansé, classé déchet non dangereux[réf. nécessaire][13], est déposé en installation de stockage de déchets non dangereux (ISDND). Cette alternative offre l'avantage d'aérer et de stabiliser le sol de ces installations[14].

#### Formation d'ozone photochimique et effet de serre
Le polystyrène expansé dégage du pentane contribuant à la formation d'ozone photochimique : 0,000 519 kg équivalent éthylène /UF[Quoi ?] par an.[réf. nécessaire]. D'autre part, ce pentane est également un gaz à effet de serre comme toute molécule de symétrie différente de D∞h et lorsqu'il se dégrade, produit du CO2.

#### Interdictions et mesures de protection de l'environnement
De la même manière que le sac en plastique, certains pays ou villes ont décidé d'interdire l'importation, la fabrication ou la distribution de polystyrène à usage unique, notamment les pays des Caraïbes (la Dominique, le Costa Rica, Haïti, etc.).
En 2020, l'Union européenne s'est dotée d'une législation interdisant huit produits à usage unique en plastique, incluant le polystyrène (les couverts, les assiettes, les pailles, les contenants alimentaires et gobelets, les touillettes, les cotons-tiges et les tiges pour ballons).

### Risque sur la santé
- Le polystyrène, la forme polymérisée du styrène, est stable dans le temps[11] et inerte, ce qui explique son utilisation pour les emballages agroalimentaires.
- Son impact sur la qualité de l'air intérieur est correct bien qu'il y ait des risques, s'il est soumis à la chaleur, de dégagement de styrène[15],[16]. D'après le Centre international de recherche sur le cancer (CIRC), le styrène pourrait être cancérogène pour l'homme. Plusieurs études effectuées sur une population de salariés exposés au styrène ont mis en évidence un risque de leucémie. Des études sur des animaux ont montré que le styrène est faiblement cancérogène par inhalation ou ingestion.

### Collecte et recyclage
Selon le syndicat des fabricants, 4 % du gisement retrouvera une seconde utilisation comme emballage, mais là où le gisements de polystyrène expansé usagé est trop faible ou souillé, il ne semble pas y avoir de filière de valorisation économiquement viable.
- À l'échelle individuelle du consommateur ce déchet fait environ 300 g/an par habitant[18]. Pour ces déchets ménagers :
  - en Belgique, il est collecté dans les centres de tri.
  - en France, ce déchet entre peu dans la liste des matériaux collectés lors du tri sélectif en raison de son caractère diffus[18], son élimination est assez souvent réalisée par incinération. Son pouvoir calorifique intéresse les centrales thermiques[14],[19].
- Concernant les déchets industriels :
  - des fabricants d'emballages de PSE français se sont regroupés au sein d’ECO-PSE en 1993 afin, notamment, d'organiser et de développer des filières de recyclage d’emballages professionnels.
  - en 2010, en France, plus de 12 000 tonnes d'emballages de PSE ont été recyclées, pour une consommation nationale évaluée à 40 200 tonnes, soit un taux de recyclage proche de 30 %. 85 % du PSE collecté est recyclé, après compactage et extrusion, en granulés de polystyrène qui serviront à la fabrication de produits manufacturés en PS (cintres, boîtiers de CD, etc.). Les 15 % restants permettent de recycler le PSE sous sa forme expansée (emballages, blocs et plaques PSE, allègement de sols et de bétons).
  - chez les transformateurs de PSE, toutes les chutes de polystyrène expansé sont récupérées et réintroduites, telles quelles, dans le cycle de fabrication du polystyrène expansé. Par ailleurs, propres, dépoussiérés et broyés, les déchets issus des filières de récupération sont mélangés, à hauteur maximum de 30 %[20], avec des billes neuves de PSE et permettent d’obtenir de nouveaux produits destinés au bâtiment ou à l'emballage (hors alimentaire)[14].
  - au Chili, l'entreprise Idea-Tec transforme du polystyrène en peinture[21].

### Biodégradabilité expérimentale
Des études en laboratoire ont montré que la larve d'un coléoptère (ténébrion meunier) est capable de dégrader certaines formes de polystyrène expansé.

## Substituts d'origine fongique
Pour un article plus général, voir mycomatériau.

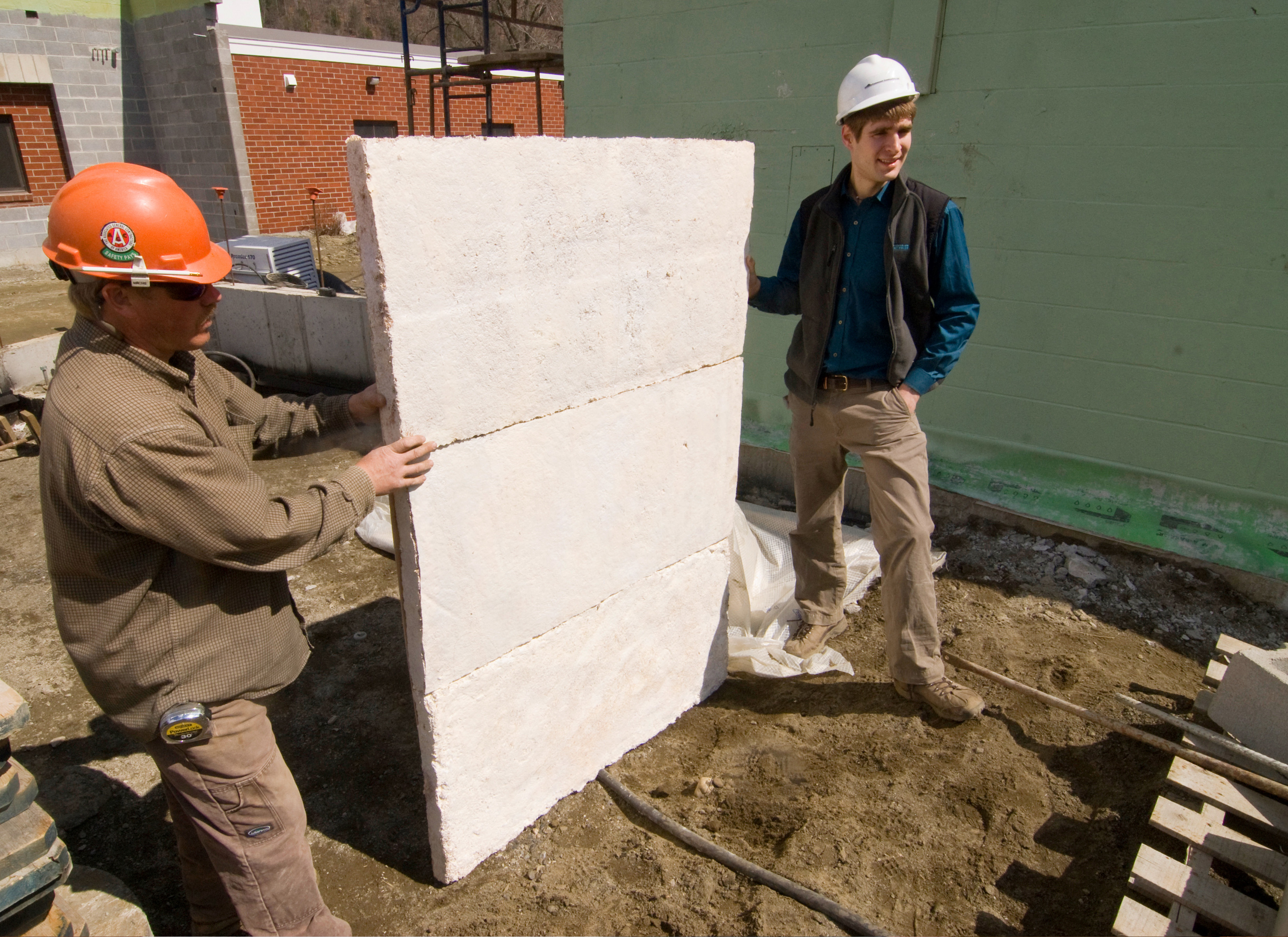
Panneau isolant en Mycomatériau.

Les mycomatériaux dérivés de la biomasse fongique peuvent être un substitut rentable, socialement et écologiquement responsable au polystyrène. Il s'agit de matériaux composites biodégradables et ininflammables reposant sur le développement de mycélium de champignons sur des sous-produits agricoles et forestiers tels que les copeaux de bois. Pendant sa croissance, le champignon lie le substrat et le remplace partiellement. Le produit final peut être façonné pour produire des panneaux isolants, des panneaux sandwichs, des matériaux d'emballage, des briques ou des objets au design nouveau. Ces mycomatériaux présentent une faible densité et de bonnes propriétés d'isolation, tant sur le plan acoustique que thermique. Leurs propriétés mécaniques sont généralement inférieures à celles du polystyrène expansé. Néanmoins, ils peuvent présenter une grande variabilité en fonction de l'espèce, de la souche fongique, de la composition et de la structure du substrat et des conditions d'incubation. Malgré un besoin d'amélioration des techniques et de standardisation des processus de production, les mycomatériaux ont un fort potentiel de développement.

### Filmographie
- Alain Resnais a réalisé en 1958 un court métrage, Le Chant du styrène. En quatorze minutes, nous remontons de l'objet (un bol) jusqu'au polystyrène et au styrène qui le compose. Le texte en alexandrins a été écrit par Raymond Queneau. Le récitant est Pierre Dux. L'orchestre est dirigé par Georges Delerue. Ce court métrage répond à une commande de la société Péchiney.

### Chanson
- Dans sa chanson intitulée Rockin' in the Free World, Neil Young dénonce sur un ton ironique les effets du polystyrène sur la couche d'ozone ; « […] Got Styrofoam boxes for the ozone layer […] » (« nous avons des boîtes en styromousse pour la couche d'ozone »).
- Dans la chanson Marcia Baïla, Rita Mitsouko emploie l'expression « polystyrène expansé ».